# Боржавська сільська рада (Виноградівський район)
| Боржавська сільська рада — колишній орган місцевого самоврядування у Виноградівському районі Закарпатської області з адміністративним центром у с. Боржавське. Сільській раді були підпорядковані населені пункти: - с. Боржавське |

## Склад ради
Рада складалася з 16 депутатів та голови.

## Керівний склад сільської ради
| ПІБ               | Основні відомості                                                 | Дата обрання | Дата звільнення |
| ----------------- | ----------------------------------------------------------------- | ------------ | --------------- |
| Сак Іван Петрович | Сільський голова, 1953 року народження, освіта                    | 26.03.2006   | 31.10.2010      |
| Сак Іван Петрович | Сільський голова, 1953 року народження, освіта вища, безпартійний | 31.10.2010   |                 |

Примітка: таблиця складена за даними джерела

## Населення
Згідно з переписом УРСР 1989 року чисельність наявного населення сільської ради становила 2506 осіб, з яких 1292 чоловіки та 1214 жінок.
За переписом населення України 2001 року в селі мешкали 2903 особи.

### Мова
Розподіл населення за рідною мовою за даними перепису 2001 року:
| Мова       | Відсоток |
| ---------- | -------- |
| українська | 99,79 %  |
| російська  | 0,14 %   |
| угорська   | 0,07 %   |